# Gières
Gières est une commune française située dans le département de l'Isère, le Dauphiné en région Auvergne-Rhône-Alpes.
La commune qui se situe à l'est de Grenoble fait partie de la métropole Grenoble-Alpes Métropole.
Cette commune abrite la seconde gare ferroviaire de l'agglomération grenobloise, la gare de Grenoble-Universités-Gières.
Ses habitants sont appelés les Giérois et les Giéroises.

## Géographie
Gières se trouve au pied de la chaîne de Belledonne, dans le sud de la vallée du Grésivaudan. Le relief est des plus contrastés : une partie extrêmement plate entre l'Isère et le pied de la montagne, couverte de terrains agricoles, et une partie pentue à très pentue sur les premiers flancs de Belledonne. Le territoire de la commune est en forme d'« Y » entre La Combe, le domaine universitaire et Le Japin. La commune est traversée par le ruisseau du Sonnant, en provenance d'Uriage-les-Bains, canalisé ensuite vers Saint-Martin-d'Hères.

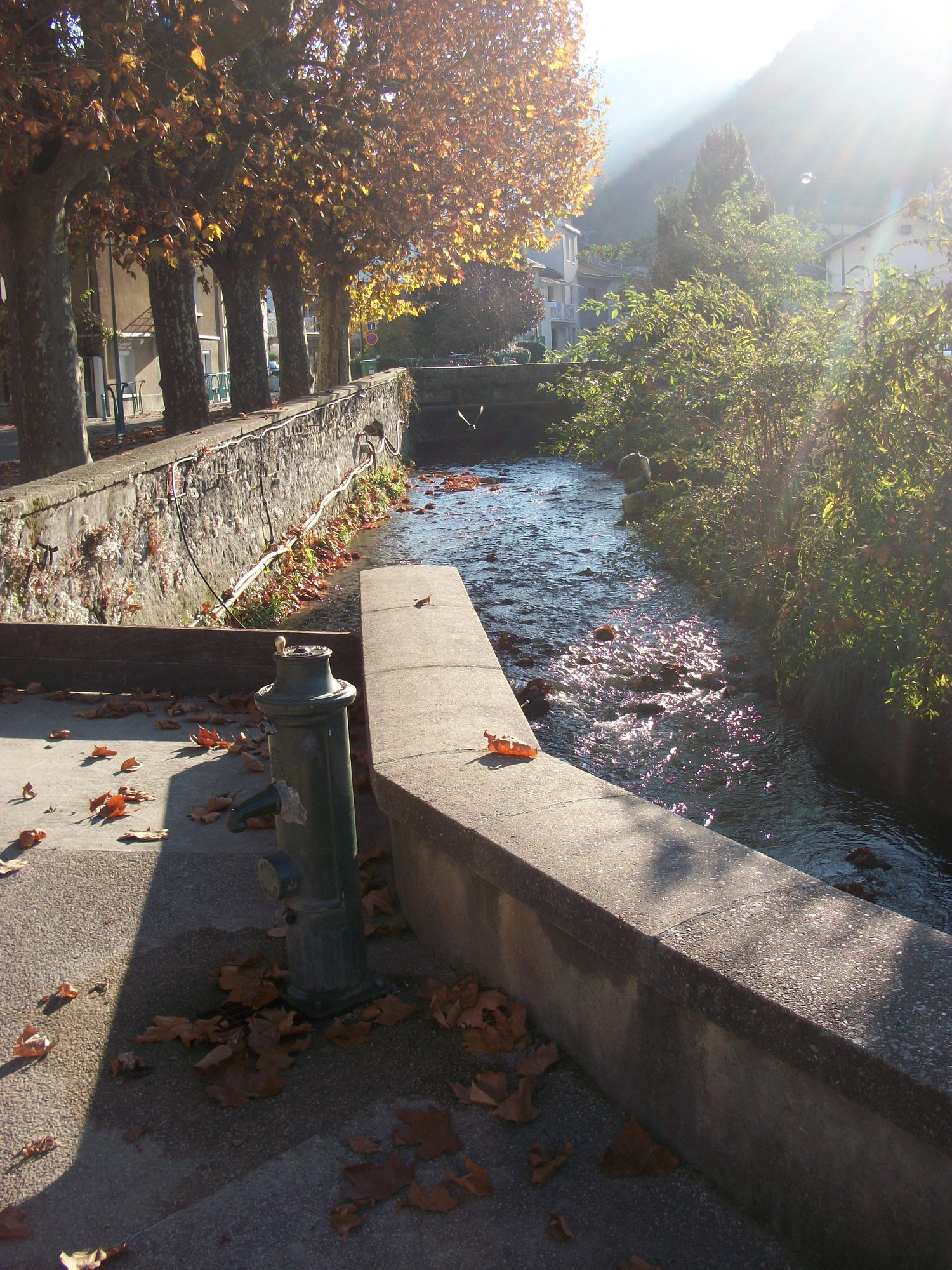
Le Sonnant canalisé, bordant l'église Saint-Marcel.

### Lieux-dits et écarts
- le Murier
- la Combe
- le Chamandier
- la Condamine
- le Grand Mas
- Petit Jean
- la Gare
- le Port
- Plaine des Sports
- le village
- Pied de Gières
- le Moiron
- Champrondet
- le Japin
- le Sonnant
- la Roseraie

### Communes limitrophes

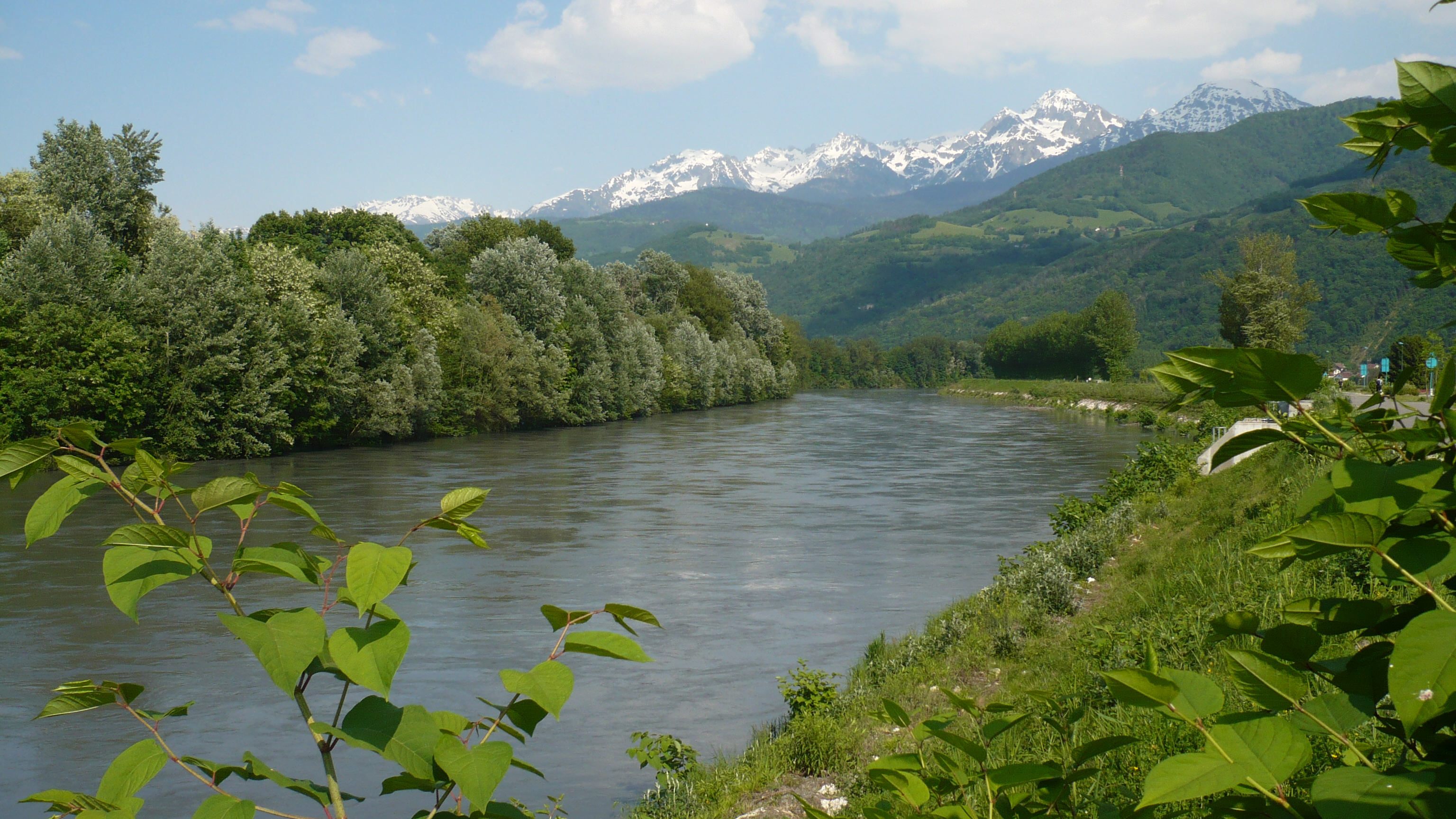
L'Isère à Gières avec la chaîne de Belledonne.

- Saint-Martin-d'Hères
- Murianette
- Venon
- Meylan.
- Saint-Martin-d'Uriage
- Poisat
- Herbeys

### Climat
Pour des articles plus généraux, voir Climat d'Auvergne-Rhône-Alpes et Climat de l'Isère.
En 2010, le climat de la commune est de type climat des marges montargnardes, selon une étude du Centre national de la recherche scientifique s'appuyant sur une série de données couvrant la période 1971-2000. En 2020, Météo-France publie une typologie des climats de la France métropolitaine dans laquelle la commune est exposée à un climat de montagne ou de marges de montagne et est dans la région climatique  Alpes du nord, caractérisée par une pluviométrie annuelle de 1 200 à 1 500 mm, irrégulièrement répartie en été. 
Pour la période 1971-2000, la température annuelle moyenne est de 11,6 °C, avec une amplitude thermique annuelle de 19 °C. Le cumul annuel moyen de précipitations est de 1 268 mm, avec 9,7 jours de précipitations en janvier et 6,9 jours en juillet. Pour la période 1991-2020, la température moyenne annuelle observée sur la station météorologique de Météo-France la plus proche, « Grenoble - Lvd », sur la commune du Versoud à 7 km à vol d'oiseau, est de 12,6 °C et le cumul annuel moyen de précipitations est de 981,1 mm,. Pour l'avenir, les paramètres climatiques de la commune estimés pour 2050 selon différents scénarios d'émission de gaz à effet de serre sont consultables sur un site dédié publié par Météo-France en novembre 2022.
| Mois                                  | jan.           | fév.           | mars          | avril         | mai           | juin          | jui.          | août          | sep.          | oct.          | nov.           | déc.           | année      |
| ------------------------------------- | -------------- | -------------- | ------------- | ------------- | ------------- | ------------- | ------------- | ------------- | ------------- | ------------- | -------------- | -------------- | ---------- |
| Température minimale moyenne (°C)     | −1,3           | −0,3           | 2,8           | 6,4           | 10,3          | 14            | 15,3          | 14,9          | 11,7          | 8             | 3              | −0,5           | 7          |
| Température moyenne (°C)              | 2,8            | 4,6            | 8,8           | 12,7          | 16,4          | 20,5          | 21,9          | 21,4          | 17,7          | 13,3          | 7,2            | 3,3            | 12,6       |
| Température maximale moyenne (°C)     | 6,8            | 9,5            | 14,7          | 19,1          | 22,5          | 26,9          | 28,6          | 27,8          | 23,8          | 18,7          | 11,5           | 7,2            | 18,1       |
| Record de froid (°C) date du record   | −16,6 11.01.10 | −12,9 05.02.12 | −8,7 01.03.05 | −3,4 08.04.21 | 0,8 07.05.19  | 3,7 01.06.06  | 7,6 13.07.00  | 7,2 31.08.06  | 2,8 26.09.02  | −3,6 26.10.03 | −10,7 27.11.05 | −14,4 20.12.09 | −16,6 2010 |
| Record de chaleur (°C) date du record | 19,2 08.01.11  | 22,5 07.02.01  | 27,7 24.03.01 | 31,1 28.04.12 | 34,9 24.05.09 | 37,1 28.06.19 | 38,8 31.07.20 | 39,5 13.08.03 | 33,8 10.09.23 | 30,9 26.10.06 | 22,9 14.11.10  | 21,5 07.12.00  | 39,5 2003  |
| Précipitations (mm)                   | 77,1           | 58,9           | 77,8          | 70,7          | 99            | 81,4          | 76,8          | 92,1          | 75,2          | 92,3          | 95,3           | 84,5           | 981,1      |

## Urbanisme

### Typologie
Au 1er janvier 2024, Gières est catégorisée grand centre urbain, selon la nouvelle grille communale de densité à sept niveaux définie par l'Insee en 2022.
Elle appartient à l'unité urbaine de Grenoble, une agglomération intra-départementale regroupant 38  communes, dont elle est une commune de la banlieue,,. Par ailleurs la commune fait partie de l'aire d'attraction de Grenoble, dont elle est une commune du pôle principal,. Cette aire, qui regroupe 204 communes, est catégorisée dans les aires de 700 000 habitants ou plus (hors Paris),.

### Occupation des sols
L'occupation des sols de la commune, telle qu'elle ressort de la base de données européenne d’occupation biophysique des sols Corine Land Cover (CLC), est marquée par l'importance des territoires artificialisés (35,4 % en 2018), en augmentation par rapport à 1990 (33,2 %). La répartition détaillée en 2018 est la suivante : 
forêts (32,8 %), zones urbanisées (19 %), terres arables (19 %), zones industrielles ou commerciales et réseaux de communication (16,4 %), eaux continentales (7,3 %), zones agricoles hétérogènes (5,4 %), prairies (0,1 %). L'évolution de l’occupation des sols de la commune et de ses infrastructures peut être observée sur les différentes représentations cartographiques du territoire : la carte de Cassini (XVIIIe siècle), la carte d'état-major (1820-1866) et les cartes ou photos aériennes de l'IGN pour la période actuelle (1950 à aujourd'hui).

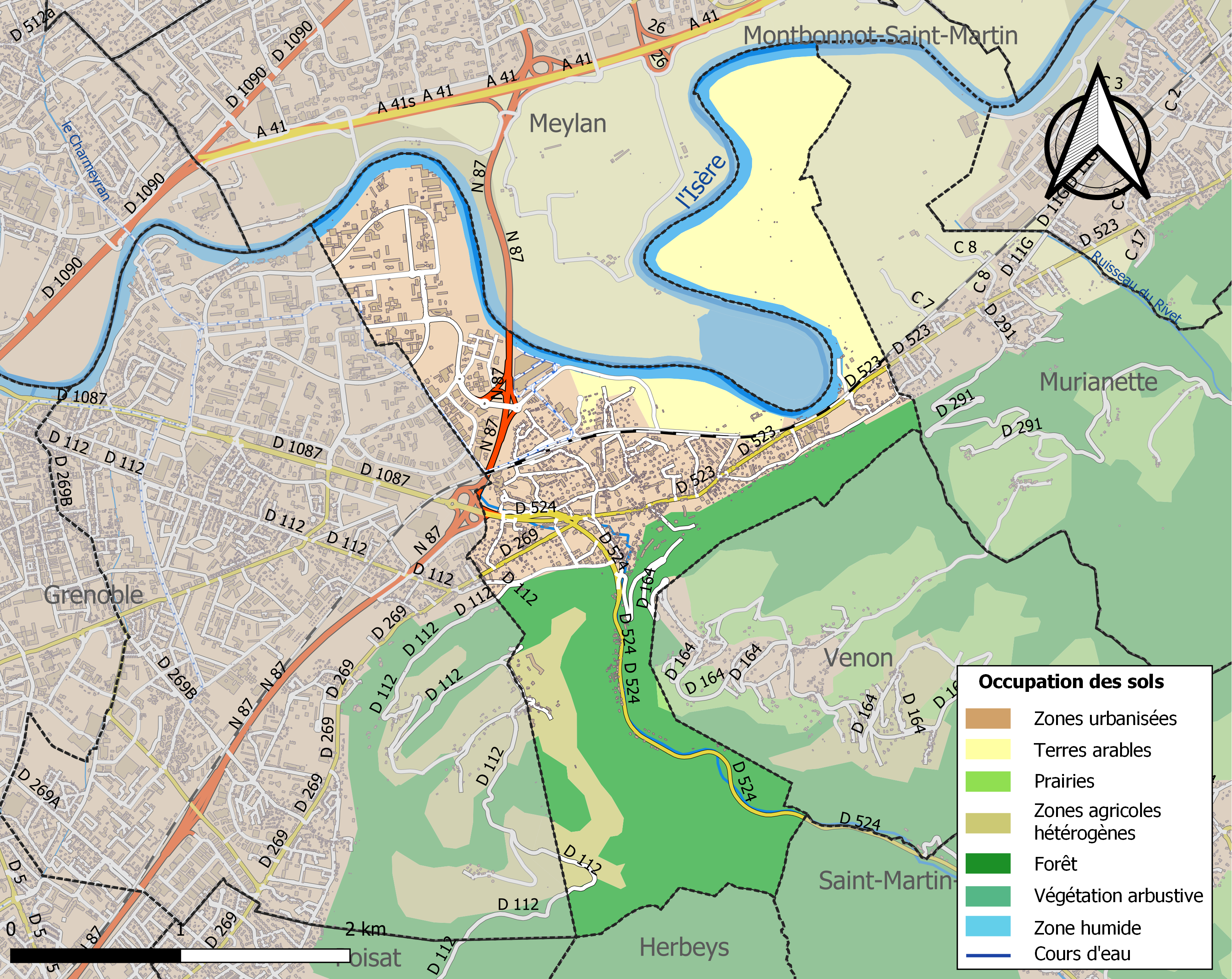
Carte des infrastructures et de l'occupation des sols de la commune en 2018 (CLC).

## Toponymie
Le nom de Gières viendrait du provençal « jarra » provenant lui-même de l'arabe « djarra », qui a donné le mot « jarre » en français. Plus tard, on trouve les noms de Jayra ou Jeyra et au XIIIe siècle, celui de Géria. En 1793, la commune apparaît sous le nom de Gierres et en 1801 elle se nomme Gières.

## Histoire
- Foire au beurre (jusqu'en 1860).

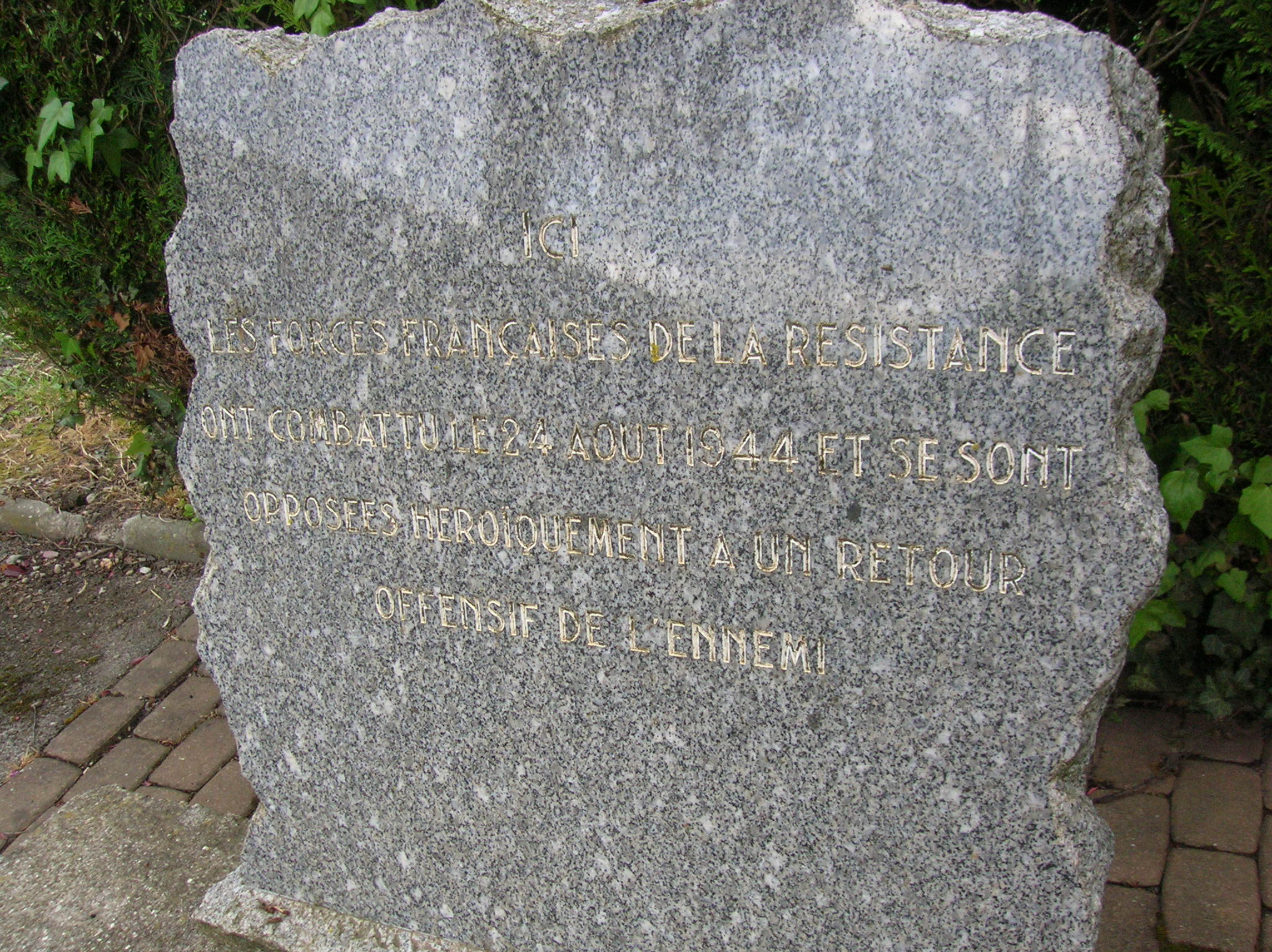
Le monument aux morts à Champrondet.

- Port de Gières avec navigation sur l'Isère et le bac pour Meylan (jusqu'en 1918).
- Bataille de Gières en août 1944[15],[16] (monument à Champrondet).
- Libération de Gières le 24 août 1944.

## Héraldique
| Blason de Gières | Blason  | Parti: au 1er de gueules au livre ouvert d’argent et à la plume du même brochant en bande, au 2e d'azur à la lettre capitale G d'or; le tout sommé d’un chef d'azur à trois pointes d’or. |
| Blason de Gières | Détails | Le statut officiel du blason reste à déterminer. |

Les trois pics témoignent de la situation de Gières, entourée des massifs de Belledonne, de la Chartreuse et du Vercors. Quant au livre ouvert et à la plume d'oie, ils évoquent la présence sur son territoire du domaine universitaire de Grenoble.

## Politique et administration

### Liste des maires
| Période        | Période        | Identité           | Étiquette | Qualité                          |
| -------------- | -------------- | ------------------ | --------- | -------------------------------- |
| 1894           | 1896           | Ferdinand Gérardin | ...       | Chevalier de la Légion d'Honneur |
| 1896           | 1919           | Paul Blanc         | ...       | ...                              |
| 1919           | 1921           | Auguste Bois       | ...       | ...                              |
| 1921           | 1929           | Philippe Billat    | ...       | ...                              |
| 1929           | 1944           | Arthur Bourgeat    | ...       | ...                              |
| 1944           | mai 1953       | Paul Colas         | ...       | ...                              |
| mai 1953       | mars 1959      | Paul Giraud        | ...       | ...                              |
| mars 1959      | mars 1965      | Paul Colas         | ...       | ...                              |
| mars 1965      | mars 1971      | Pierre Meyer       | ...       | ...                              |
| mars 1971      | mars 1977      | Roger Meffreys     | ...       | ...                              |
| mars 1977      | mars 1997      | Charly Guibbaud    | PS        | ...                              |
| mars 1997      | septembre 2012 | Michel Issindou    | PS        | Député de l'Isère de 2007 à 2017 |
| 1 octobre 2012 | En cours       | Pierre Verri       | PS        | Ingénieur                        |

## Démographie

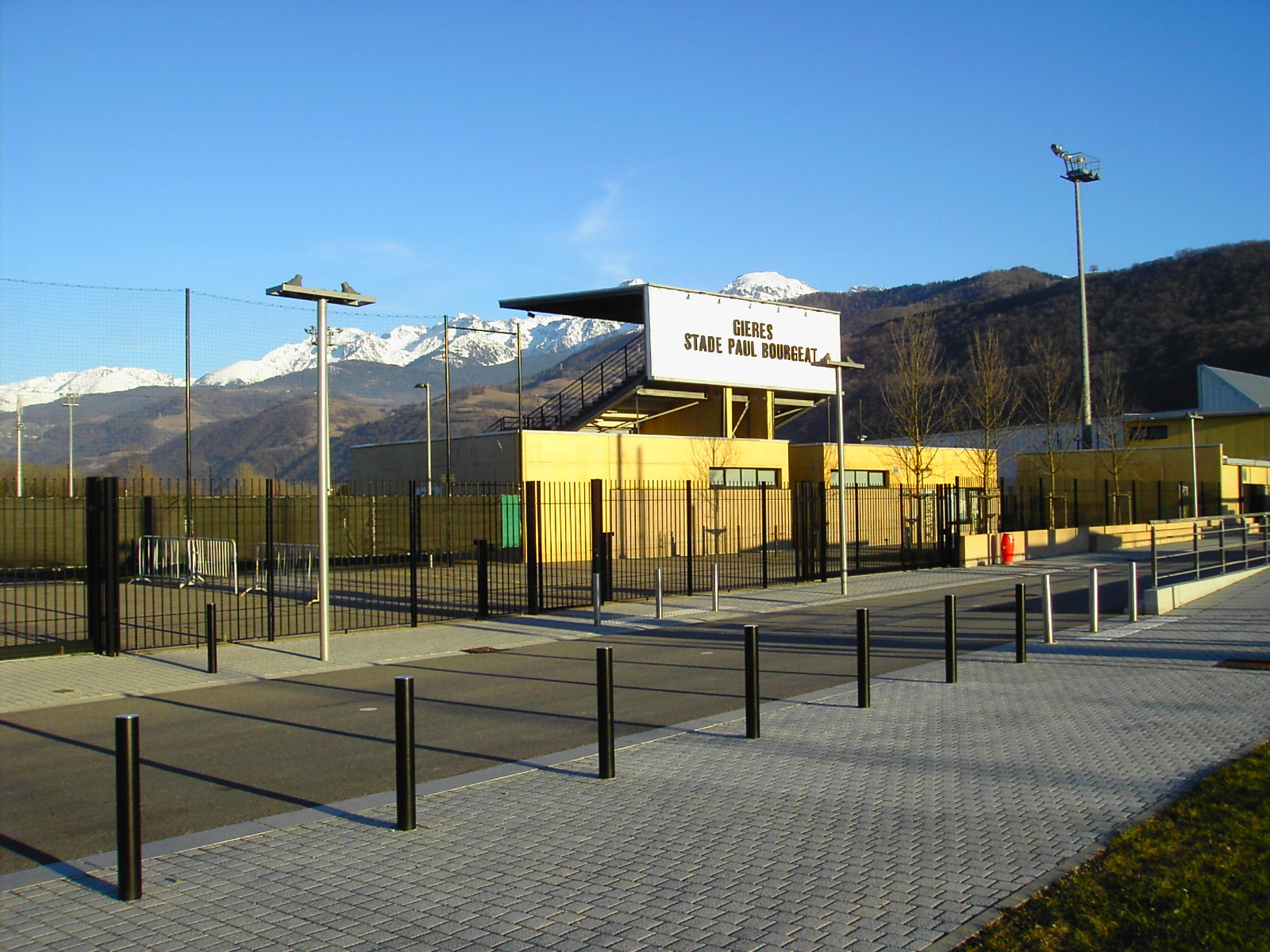
Le stade Paul-Bourgeat.

L'évolution du nombre d'habitants est connue à travers les recensements de la population effectués dans la commune depuis 1793. Pour les communes de moins de 10 000 habitants, une enquête de recensement portant sur toute la population est réalisée tous les cinq ans, les populations de référence des années intermédiaires étant quant à elles estimées par interpolation ou extrapolation. Pour la commune, le premier recensement exhaustif entrant dans le cadre du nouveau dispositif a été réalisé en 2004.

En 2022, la commune comptait 7 353 habitants, en évolution de +11,39 % par rapport à 2016 (Isère : +3,07 %, France hors Mayotte : +2,11 %).
| 1793 | 1800  | 1806  | 1821  | 1831  | 1836  | 1841  | 1846  | 1851  |
| ---- | ----- | ----- | ----- | ----- | ----- | ----- | ----- | ----- |
| 910  | 1 001 | 1 039 | 1 098 | 1 153 | 1 146 | 1 162 | 1 208 | 1 185 |

| 1856  | 1861  | 1866  | 1872  | 1876  | 1881  | 1886  | 1891  | 1896  |
| ----- | ----- | ----- | ----- | ----- | ----- | ----- | ----- | ----- |
| 1 164 | 1 111 | 1 202 | 1 163 | 1 143 | 1 112 | 1 142 | 1 133 | 1 134 |

| 1901  | 1906  | 1911  | 1921  | 1926  | 1931  | 1936  | 1946  | 1954  |
| ----- | ----- | ----- | ----- | ----- | ----- | ----- | ----- | ----- |
| 1 031 | 1 063 | 1 078 | 1 041 | 1 166 | 1 287 | 1 308 | 1 320 | 1 624 |

| 1962  | 1968  | 1975  | 1982  | 1990  | 1999  | 2004  | 2006  | 2009  |
| ----- | ----- | ----- | ----- | ----- | ----- | ----- | ----- | ----- |
| 1 846 | 2 801 | 3 346 | 4 005 | 4 373 | 6 127 | 6 262 | 6 211 | 6 049 |

| 2014  | 2019  | 2022  | - | - | - | - | - | - |
| ----- | ----- | ----- | - | - | - | - | - | - |
| 6 206 | 7 134 | 7 353 | - | - | - | - | - | - |

## Transports
Gières possède un centre de maintenance des tramways de la métropole de Grenoble.

### Chemin de fer
Depuis la gare de Grenoble-Universités-Gières, située sur la ligne Grenoble - Montmélian, trains directs pour :
- Échirolles - Grenoble - Voreppe - Moirans - Voiron - Réaumont - Rives (billetterie TAG admise de Gières à Échirolles, Grenoble et Saint-Égrève) ;
- Grenoble - Moirans - Voiron - Rives - Saint-André-le-Gaz ;
- Grenoble - Échirolles - Saint-Égrève - Moirans - Polienas - Vinay - Tullins - Saint-Marcellin (billetterie TAG admise de Gières à Échirolles et à Grenoble) ;
- Grenoble - Saint-Marcellin - Romans Bourg-de-Péage - Valence-TGV - Valence-Ville ;
- Lancey - Brignoud - Goncelin - Pontcharra - Montmélian - Chambéry ;
- Pontcharra - Montmélian - Chambéry - Aix-les-Bains - Rumilly - Annecy ;
- Pontcharra - Montmélian - Chambéry - Aix-les-Bains - Bellegarde - Genève.

### Transports urbains
- Ligne B du tramway de Grenoble : stations Plaine des Sports (avec Parking-Relais) - Gières Gare-Universités - Mayencin – Champ-Roman.
- Ligne de bus C7 aux horaires analogues à ceux des lignes de tramway, Gières-Bibliothèque-Universités - Saint-Martin-d'Hères - Hôpital Sud - Echirolles-Comboire.
- Ligne de bus 15, Domène Les Arnauds/Chenevières - Gières Le Japin - Pied de Gières - Place de la République - Belledonne - Verdun-Préfecture
- Ligne de bus 23, Universités Sciences Sociales - Gières Gare Universités - Uriage - Vizille-Péage
- Ligne de bus 24, Gières Gare - Edelweiss - Roseraie - ...- Verdun-Préfecture
- Ligne de bus 90, Gières Gare - St Ismier Collège

### Transports interurbains
- Ligne no 6010 pour Uriage et Chamrousse (TransIsère)
- Ligne no 6070 pour Gières, Bernin (Transisère)
- Ligne no 6051 pour Uriage et Le Pinet-d'Uriage (TransIsère)
- Ligne no 6050 pour Uriage et Vizille (TransIsère) ( Tag )
- Ligne no 6052 pour Uriage et Vaulnavey-le-Haut (Transisère)

## Économie
La commune fait partiellement partie de l'aire géographique de production et transformation du « Bois de Chartreuse », la première AOC de la filière Bois en France.

## Culture locale et patrimoine

### Lieux et monuments

#### Patrimoine religieux
- Église romaine Saint-Marcel (rattachée à la paroisse Saint-Thomas), plusieurs fois réparée et remaniée, encore au XIXe siècle. On peut observer des inscriptions de curistes d'époque romaine à l'intérieur de l'église[23],[24].
- Maison provinciale des sœurs de Notre-Dame-de-la-Salette, avec chapelle.

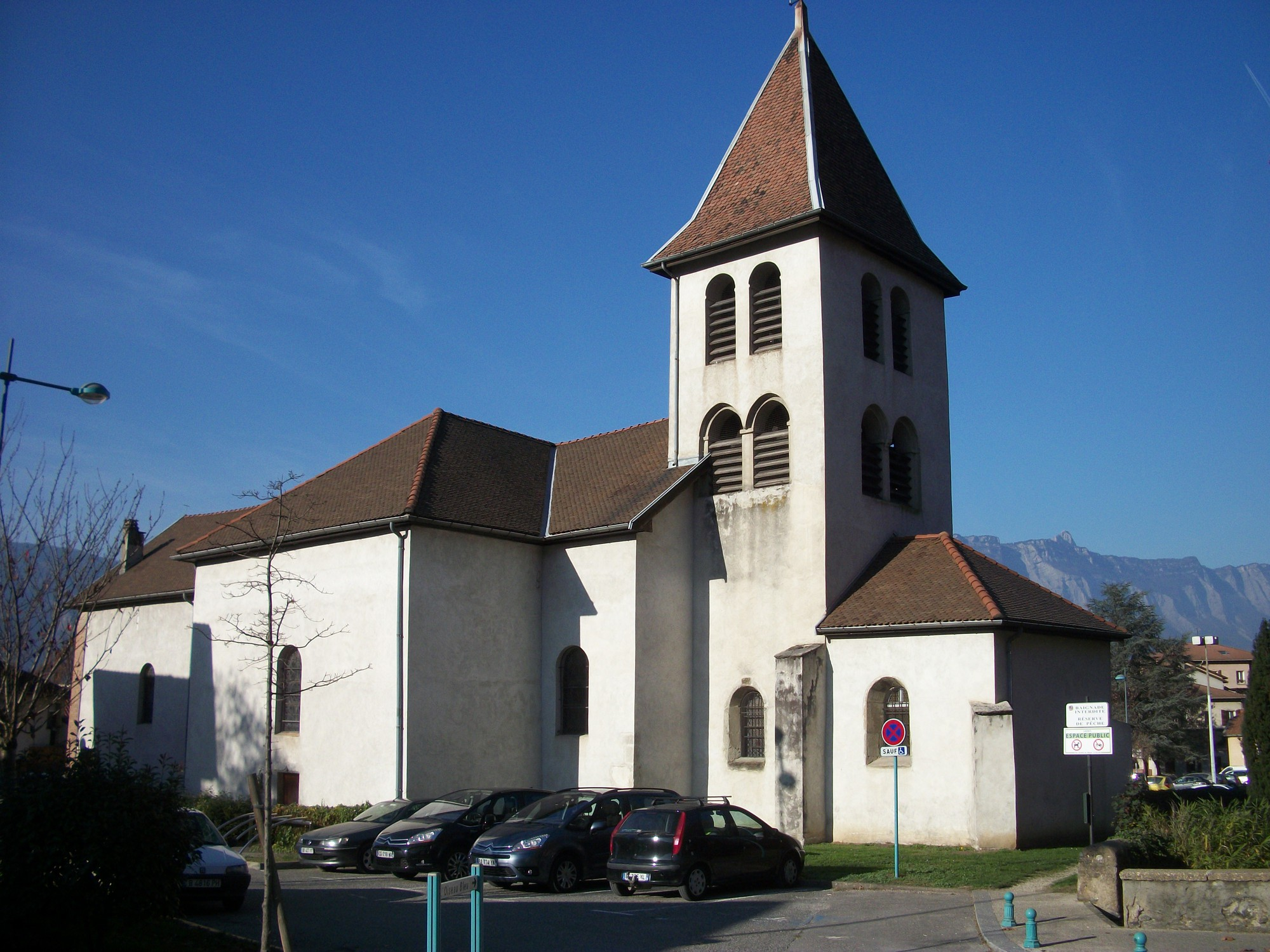
Église Saint-Marcel.
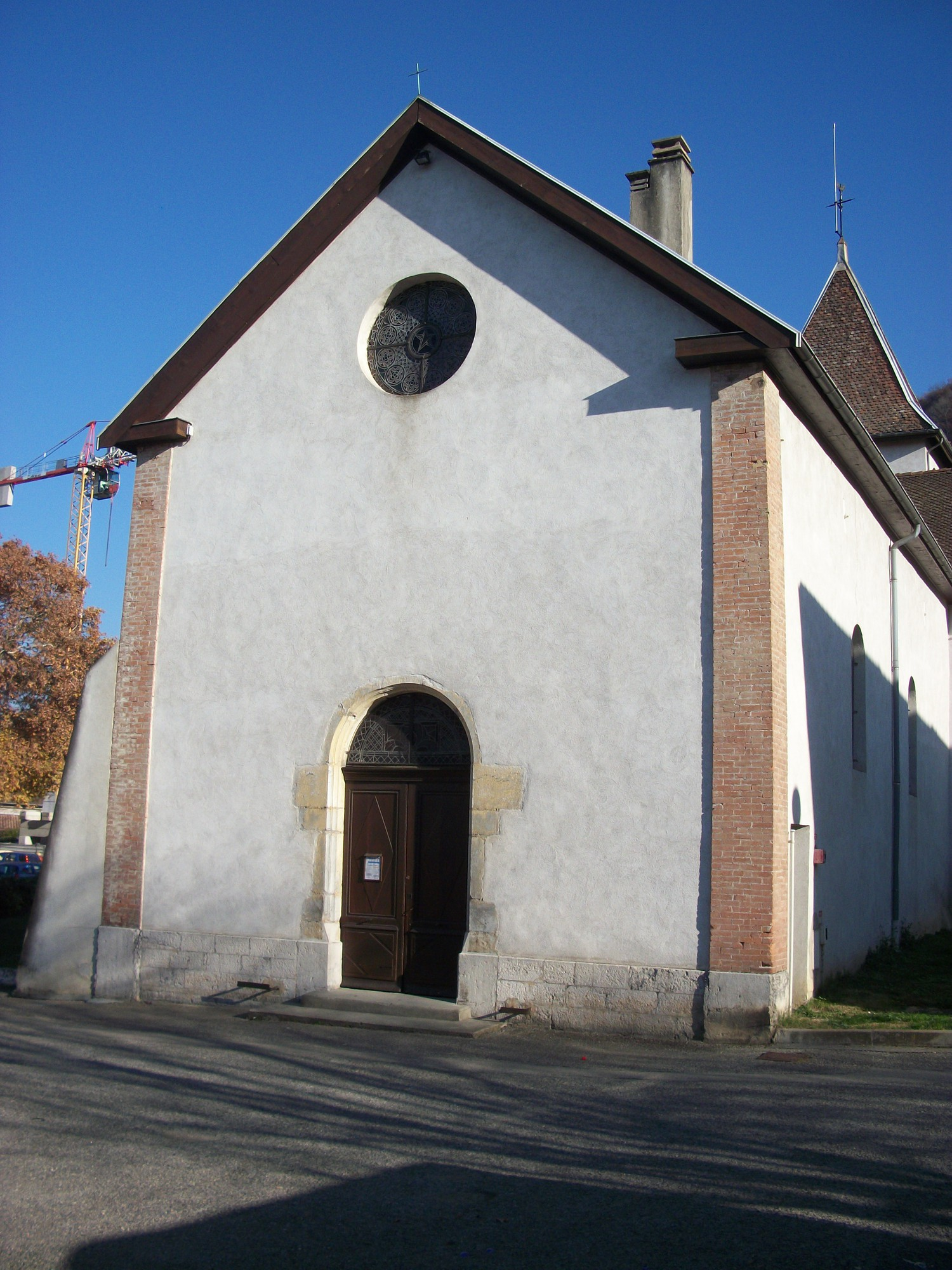
Porche.
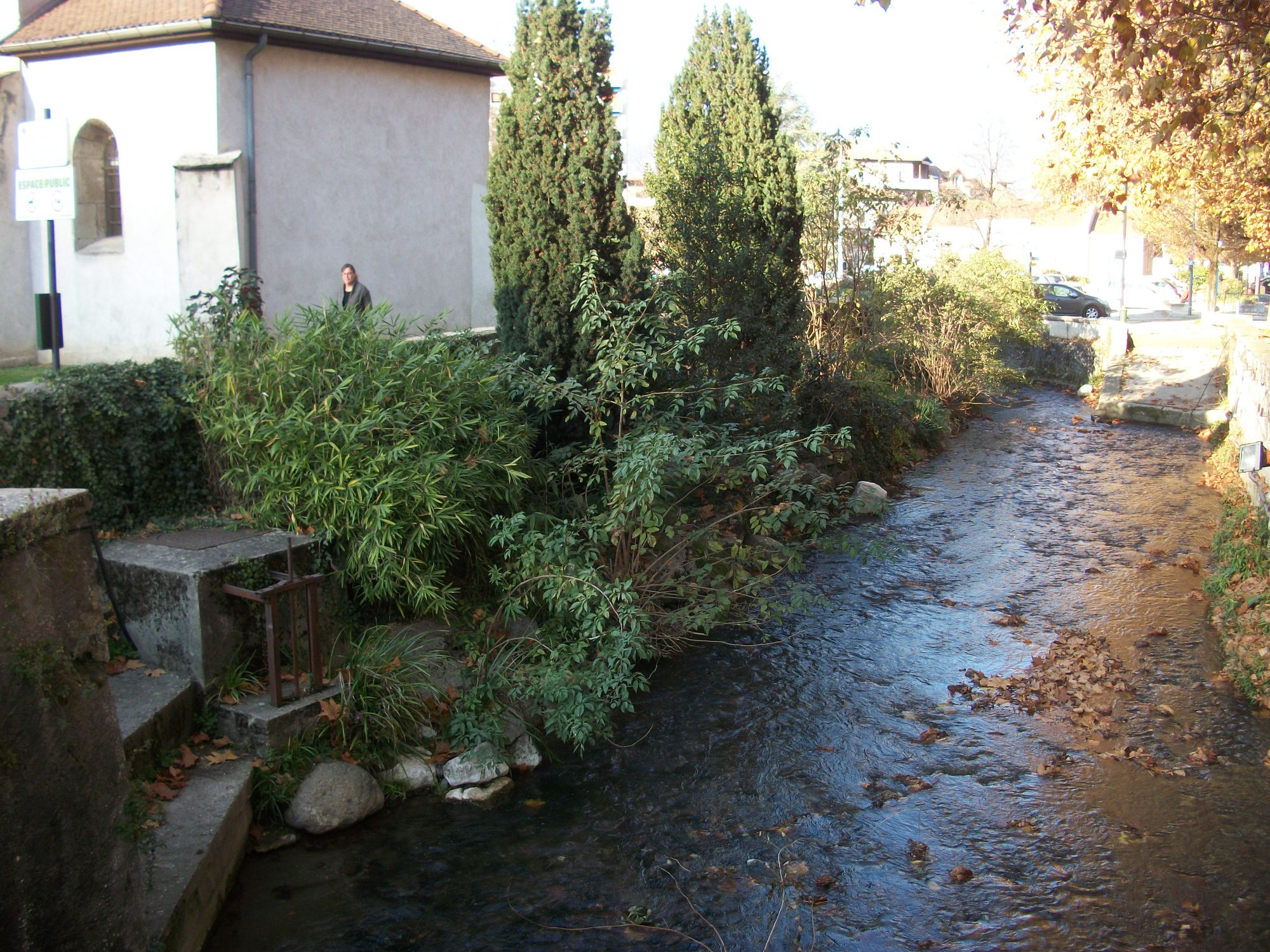
Le Sonnant bordant l'église.

#### Patrimoine civil et militaire
- Ruines du château de Gières

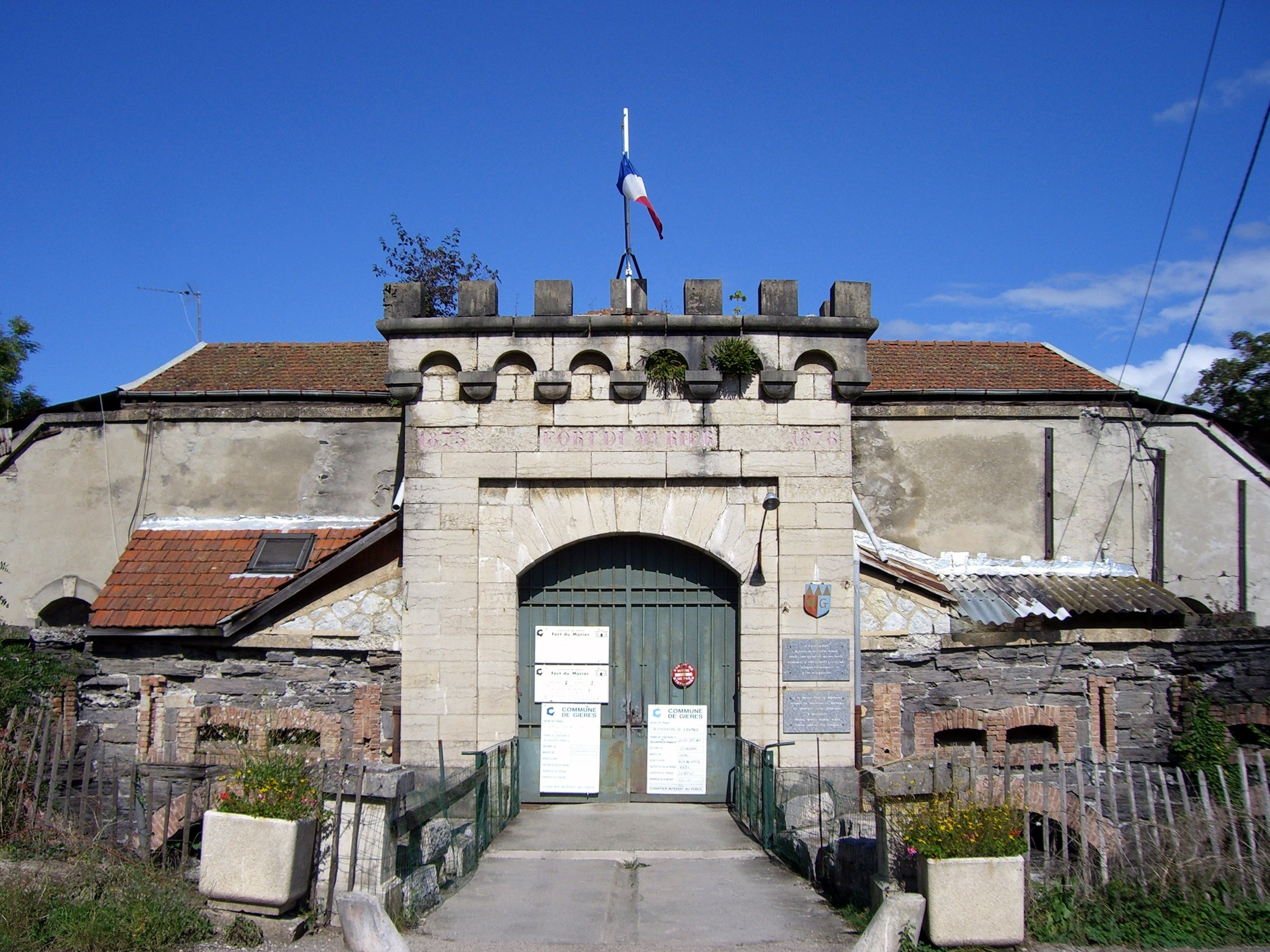
Le fort du Mûrier.

Le château est cité au XIIe siècle. Il en subsiste des ruines.
- Fort du Mûrier

Le fort du Mûrier est une structure militaire du XIXe siècle se situant à 420 mètres d'altitude. Il est l'un des sept forts constituant la ceinture fortifiée de Grenoble. Bâti selon le système de fortification Séré de Rivières, il pouvait abriter plus de 542 hommes et 32 pièces d'artillerie. Le fort est en restauration et il fait l’objet d’une inscription au titre des monuments historiques par arrêté du 19 août 1994.
- Les batteries hautes du Mûrier
- L'ancienne gare des VFD des anciens tramways d'Uriage et de Vizille
- Manoir Jouanneau[26]
- monument au port de Gières
- Le parc Noël Cohard .
- œuvres d'art du campus
- onze « abribus décoratifs » en beton, qui n'ont jamais servi de façon fonctionnelle, ont été réalisés par des plasticiens en 1977, en prévision de la construction de la ZI de Mayencin. Les artistes concernés par cette première expérience dans son genre en France sont : Charles Semser, Michel Gérard, Herlin, Otani, et d'autres encore. Les œuvres sont encore en place et librement accessibles[27],[28].
- Le château Perissol, du début du XVIIe siècle[23]
- La maison forte du Grand Chatelet, du XIIIe siècle[23]
- Manoir de la famille Motte, du XIXe siècle[23]
- Manoir de la famille Gravier, du XIXe siècle[23].
- le manoir dit château des Arenes, du XVIIIe siècle, autrefois appelé château Widil. On trouve à l'entrée un blason sculpté en pierre avec les symboles du cyprès[29].

### Patrimoine culturel
- Mairie
- Bibliothèque François-Mitterrand
- espace Marie Reynoard, salle de l'éco-quartier
- Espace Olympe-de-Gouges, au quartier du Chamandier
- Salle du Laussy

### Espaces verts et fleurissement
En mars 2017, la commune confirme le niveau « deux fleurs » au concours des villes et villages fleuris, ce label récompense le fleurissement de la commune au titre de l'année 2016.
En 2014, la commune avait obtenu « trois fleurs ».

### Personnalités liées à la commune
- Casimir Arvet-Touvet, botaniste français.
- Nadine Auzeil, plusieurs fois championne de France de javelot[32].
- Noël Cohard, né à Gières en 1920, mort en 2018, résistant, ancien déporté de Buchenwald et du Camp de concentration de Flossenbürg. Mémorialiste auprès des jeunes générations.
- Henry Duhamel (1854-1917) venu s'installer à Gières en 1873 au Clos d’Espiés[33].
- William Lachenal, président pour l'Europe de l'Association Européenne pour le Développement du Transports Ferroviaire (AEDTF), initiateur de la gare de Grenoble-Universités-Gières, du RER grenoblois Rives - Grenoble - Gières, et du réseau de tramway moderne de Grenoble et de Gières.
- Bruno Saby, pilote de rallye automobile.
- François Simiand (1873-1935), fils d'un instituteur de Gières, sociologue et précurseur de « La Nouvelle Histoire ».
- Akim Tafer, boxeur vice-champion du monde en 1997[32].
- Raphaël Quenard, acteur français.

## Jumelages
- Vignate (Italie) depuis 1980[34]
- Independencia (Pérou) depuis 1989
- Certeze (Roumanie) depuis 1990
- Bethléem (Palestine) depuis 1996

## Sports
- Judo/Ju-Jitsu/Taïso
- Football (U.S.Gières)
- Basket-ball (S.C.Gières)
- Handibasket (délocalisation des rencontres de coupe d'Europe du club de Meylan Grenoble HB à Gières)
- Karaté
- GV
- Tennis
- Gymnastique sportive
- Tir à l'arc
- Cyclo tourisme

## Informations locales
- Bulletin municipal de Gières Gières-Info.
- Petit guide pratique de Gières.